# Valle de las Navas
Valle de las Navas es un municipio español situado en el centro de la provincia de Burgos, en la comunidad autónoma de Castilla y León. Se integra dentro de la comarca de Alfoz de Burgos y en el partido judicial de Burgos.

## Naturaleza

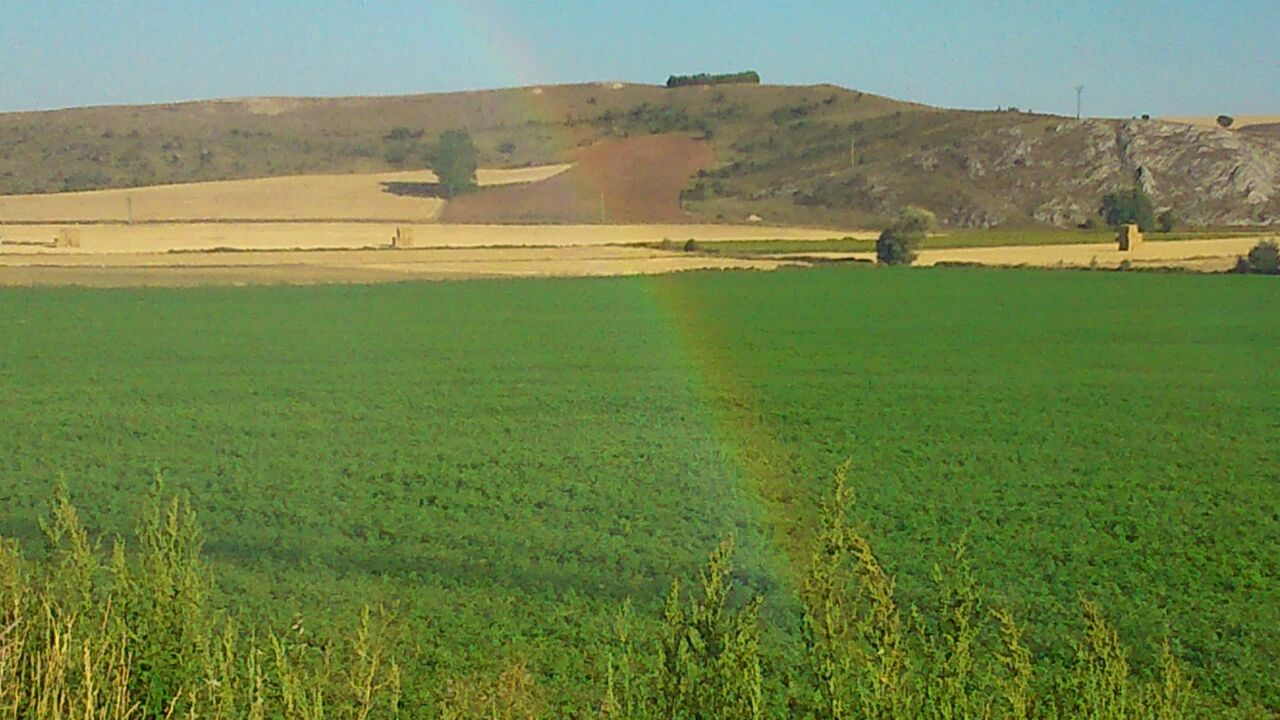
Paisaje Valle las Navas

Límite natural entre las cuencas del Duero y del Ebro, cuenta con una sierra con alturas cercanas a los 1050 metros. La sierra divide el municipio y destaca por su especial interés la gran biodiversidad : encina, roble, corzo, jabalí, buitre, águila real... El paisaje varía desde las zonas de cultivo de cereales de su mitad sur, hasta el bello y pintoresco paisaje desértico de los alrededores de Tobes y Rahedo y Melgosa.

## Historia
El municipio del Valle de las Navas nació en la década de 1970 con la fusión de los siguientes municipios:
- Rioseras
- Riocerezo
- Robredo-Temiño
- Tobes y Rahedo
- Melgosa
- Celada de la Torre
- Temiño

## Demografía
Valle de las Navas cuenta con una población de 541 habitantes (INE 2024).
| Gráfica de evolución demográfica de Valle de las Navas entre 1981 y 2021 |
| |
| Población de derecho según los censos de población del INE. Población de hecho según los censos de población del INE.Entre el censo de 1981 y el anterior, aparece este municipio porque se fusionan los municipios Riocerezo, Rioseras, Robredo-Temiño y Tobes y Rahedo. |

### Población por núcleos
El municipio está conformado por los pueblos de Rioseras (capital del municipio), Tobes y Rahedo, Melgosa, Robredo-Temiño, Riocerezo, Temiño y Celada de la Torre.
| Núcleos | Habitantes (2000) | Habitantes (2010) | Habitantes (2020) | Mapa |
| --- | ----------------- | ----------------- | ----------------- | --- |
| Rioseras | 195               | 236               | 210               | \| Rioseras Tobes y Rahedo Melgosa Robredo-Temiño Riocerezo Temiño Celada de la Torre Pista de Aeromodelismo Parque eólico La Brújula \| · Capital del municipio. Localidad pedánea |
| Riocerezo | 145               | 121               | 92                | \| Rioseras Tobes y Rahedo Melgosa Robredo-Temiño Riocerezo Temiño Celada de la Torre Pista de Aeromodelismo Parque eólico La Brújula \| · Capital del municipio. Localidad pedánea |
| Tobes y Rahedo | 70                | 62                | 45                | \| Rioseras Tobes y Rahedo Melgosa Robredo-Temiño Riocerezo Temiño Celada de la Torre Pista de Aeromodelismo Parque eólico La Brújula \| · Capital del municipio. Localidad pedánea |
| Melgosa | 29                | 33                | 26                | \| Rioseras Tobes y Rahedo Melgosa Robredo-Temiño Riocerezo Temiño Celada de la Torre Pista de Aeromodelismo Parque eólico La Brújula \| · Capital del municipio. Localidad pedánea |
| Robredo-Temiño | 70                | 54                | 41                | \| Rioseras Tobes y Rahedo Melgosa Robredo-Temiño Riocerezo Temiño Celada de la Torre Pista de Aeromodelismo Parque eólico La Brújula \| · Capital del municipio. Localidad pedánea |
| Temiño | 95                | 83                | 60                | \| Rioseras Tobes y Rahedo Melgosa Robredo-Temiño Riocerezo Temiño Celada de la Torre Pista de Aeromodelismo Parque eólico La Brújula \| · Capital del municipio. Localidad pedánea |
| Celada de la Torre | 32                | 38                | 35                | \| Rioseras Tobes y Rahedo Melgosa Robredo-Temiño Riocerezo Temiño Celada de la Torre Pista de Aeromodelismo Parque eólico La Brújula \| · Capital del municipio. Localidad pedánea |
| Población total | 636               | 628               | 509               | \| Rioseras Tobes y Rahedo Melgosa Robredo-Temiño Riocerezo Temiño Celada de la Torre Pista de Aeromodelismo Parque eólico La Brújula \| · Capital del municipio. Localidad pedánea |
| Rioseras Tobes y Rahedo Melgosa Robredo-Temiño Riocerezo Temiño Celada de la Torre Pista de Aeromodelismo Parque eólico La Brújula |                   |                   |                   | \| Rioseras Tobes y Rahedo Melgosa Robredo-Temiño Riocerezo Temiño Celada de la Torre Pista de Aeromodelismo Parque eólico La Brújula \| · Capital del municipio. Localidad pedánea |

## Economía
Todos estos pueblos tienen como actividad principal la agricultura, con especial predominancia del cereal (trigo y cebada). Actualmente, también se están cultivando girasoles.  En la pedanía de Tobes, además de la agricultura, cuenta con una cantera como fuente de ingresos. 
En los últimos años se ha instalado el parque eólico La Brújula, promovido por Neo Energía, sociedad participada por Energías de Portugal (EDPl) y HC Energía (Grupo Hidrocantábrico), está integrado por cuatro parques conectados a la subestación Fresno de Veleta en Monasterio de Rodilla desde donde se evacúa la energía, a través de una línea aérea de 10.861 metros de longitud, hasta la subestación de Alcocero de Mola, donde se produce la conexión a la red.

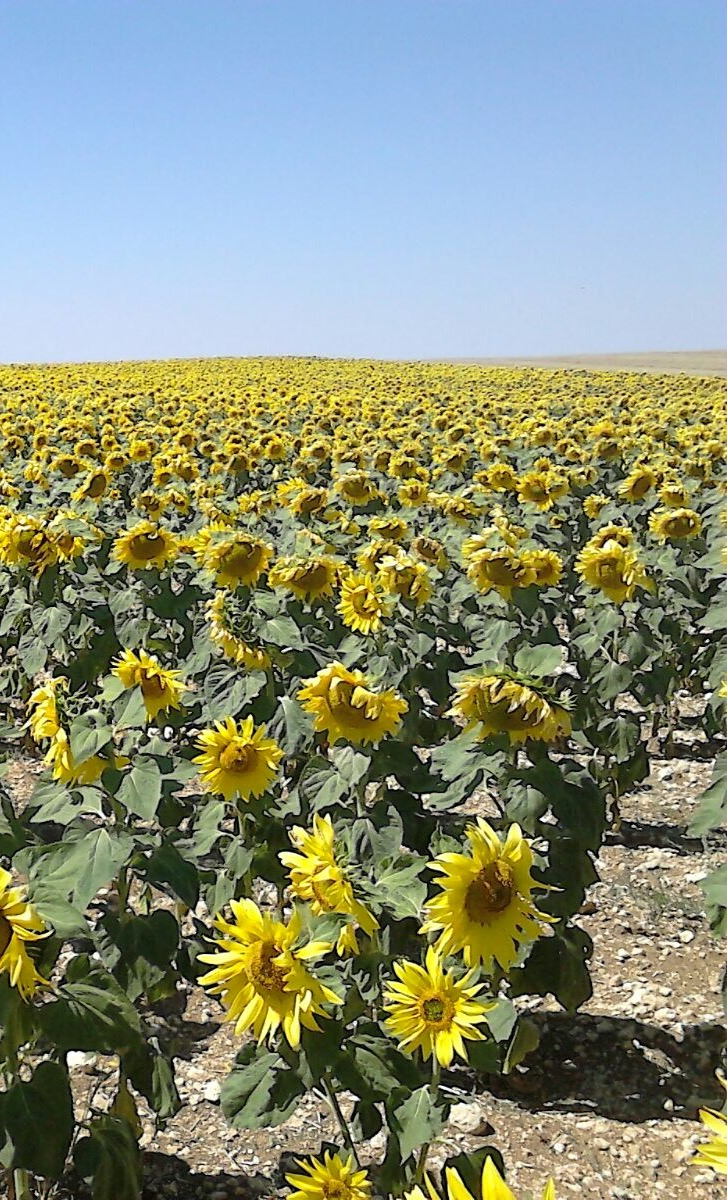

El complejo  La Brújula cuenta con 35 aerogeneradores, de 850 kilovatios de potencia unitaria y 29,75 megavatios en total.

## Patrimonio
Destaca la iglesia de Tobes y Rahedo con mezcla de estilos románico, gótico y barroco, construida en diversas fases entre los siglos XI y XVII. Esta iglesia está dedicada en honor a San Miguel cuya festividad se celebra el 29 de septiembre.
Otros monumentos destables son la iglesia de Santa María la Mayor de Robredo-Temiño data del siglo XV y las ruinas de la que fue la gran construcción románico-gótica dedicada a San Saturnino de Rioseras.

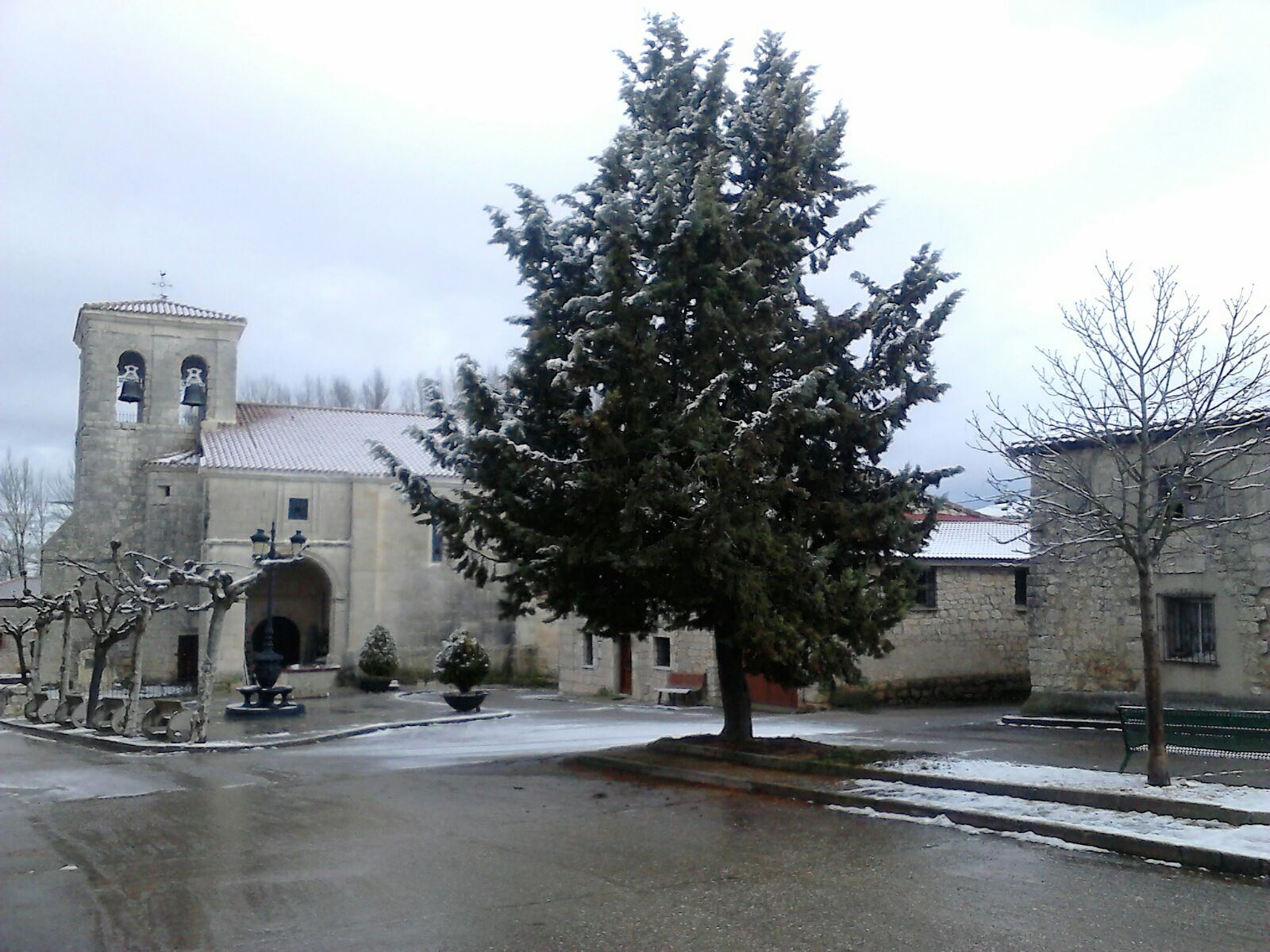
Iglesia de Santa María la Mayor del, Robredo-Temiño